# Rod Evans

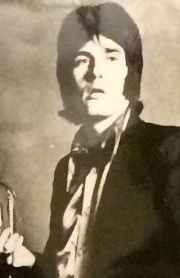
Rod Evans, 1968

Rod Evans (* 19. Januar 1947 in Slough) ist ein britischer Rock-Sänger und Gründungsmitglied von Deep Purple.

## Leben
Mit 13 Jahren sang Rod Evans bereits in der ersten Band, einer Schulband namens The Horizons. Über die Stationen Jumping Jimmy Band und MI5 kam er 1967 zu The Maze, wo er Ian Paice kennenlernte, der zuvor ebenfalls bei MI5 getrommelt hatte. Die Freundschaft mit Paice wirkte sich für Rod Evans 1968 positiv aus: Als Ian Paice zur Band Roundabout wechselte und diese keinen Sänger hatten, holte Ian seinen Freund Rod herüber. Kurz darauf wurde die Band in Deep Purple umbenannt.
Die Geschichte von Rod Evans bei Deep Purple liest sich genauso wie die des Bassisten Nick Simper. Nach den ersten drei LPs, Shades Of Deep Purple, The Book Of Taliesyn und Deep Purple und Achtungserfolgen in den USA wurden die beiden durch Ian Gillan und Roger Glover ersetzt. Evans und Simper passten nicht mehr ins Konzept von Deep Purple, als der Gitarrist Ritchie Blackmore kompromisslosen Hardrock zu favorisieren begann.
1972 tauchte Evans mit der Band Captain Beyond und einer gleichnamigen LP wieder auf. Nach einem weiteren, nicht unbedingt positiv aufgenommenen Album – Sufficiently Breathless – zog sich Rod Evans 1973 wieder für einige Jahre aus dem Musikgeschäft zurück.
1980 ging Rod Evans mit unbekannten Begleitmusikern als Deep Purple in den USA auf Tournee. Nach wenigen Auftritten, bei denen die Zuschauer sich betrogen fühlten, erwirkten die Anwälte von Deep Purple John Coletta und Tony Edwards eine gerichtliche Verfügung, die es Evans untersagte, unter dem Namen Deep Purple zu firmieren. Daraufhin nannte er die Band New Deep Purple. Nun gaben Coletta und Edwards eine Anzeige in der Los Angeles Times auf: „Beim morgigen Auftritt von Deep Purple in der Long Beach Arena werden folgende Mitglieder nicht dabei sein: Blackmore, Coverdale, Gillan, Glover, Hughes, Lord und Paice.“

## Diskographie

### Deep Purple
- Shades of Deep Purple (1968)
- The Book of Taliesyn (1968)
- Deep Purple (1969)

### Solo
- Hard To Be Without You / You Can’t Love A Child Like A Woman (1971)

### Captain Beyond
- Captain Beyond (1972)
- Sufficiently Breathless (1973)